# Stijn Franken
Augustinus Adriaan „Stijn“ Franken (* 16. August 1967 in Breda) ist ein niederländischer Rechtswissenschaftler und Hochschullehrer an der Universität Utrecht.

## Leben und Wirken
Franken studierte von 1985 bis 1989 Rechtswissenschaften an der Universität Tilburg. Anschließend war er als wissenschaftlicher Mitarbeiter von Marc Groenhuijsen an dessen Tilburger Lehrstuhl tätig und wurde unter dessen Betreuung 1993 von der Universität Tilburg mit der strafrechtlichen Schrift „Voeging ad informandum in strafzaken“ zum Dr. iur. promoviert. Seit 1994 ist er als Rechtsanwalt tätig, zunächst in Den Haag, ab 1997 in Amsterdam. In Amsterdam gründete er 2010 die auf Strafverteidigung spezialisierte Anwaltskanzlei Franken Zuur van Kampen Croes. Seit 2003 war er zudem als ordentlicher Professor für Strafrechtspraktik an der Universität Utrecht tätig. 2006 wechselte er universitätsintern auf den ordentlichen Lehrstuhl für Strafrecht und Strafprozessrecht, den er seitdem innehat. Wie in seiner praktischen Tätigkeit konzentriert er sich in seiner Forschung vorwiegend auf die Rechte und Pflichten der am Strafprozess Beteiligten, das Berufungsrecht, Menschenrechtsverletzungen und Finanz- und Wirtschaftsstrafrecht.

## Schriften (Auswahl)
- mit M. Boone und M. Moerings: Meningen van gedetineerden – Vijftig jaar later. Boom Uitgeverij, Den Haag 2008, ISBN 978-90-8974-045-8 (niederländisch).
- mit M. Boone, A. Beijer und C. Kelk: De tenuitvoerlegging van sancties: maatwerk door de rechter? Boom Uitgeverij, Den Haag 2009, ISBN 978-90-8974-086-1 (niederländisch).